# Уайт-Ок (Миннесота)
Уайт-Ок (англ. White Oak) — тауншип в округе Хаббард, Миннесота, США. На 2000 год его население составило 359 человек.

## География
По данным Бюро переписи населения США площадь тауншипа составляет 94,4 км², из которых 89,1 км² занимает суша, а 5,3 км² — вода (5,65 %).

## Демография
По данным переписи населения 2000 года здесь находились 359 человек, 156 домохозяйств и 102 семьи. Плотность населения — 4,0 чел./км². На территории тауншипа расположено 337 построек со средней плотностью 3,8 построек на один квадратный километр. Расовый состав населения: 99,44 % белых, 0,28 % коренных американцев и 0,28 % приходится на две или более других рас. Испанцы или латиноамериканцы любой расы составляли 0,28 % от популяции тауншипа.
Из 156 домохозяйств в 23,7 % воспитывались дети до 18 лет, в 53,8 % проживали супружеские пары, в 3,2 % проживали незамужние женщины и в 34,6 % домохозяйств проживали несемейные люди. 32,7 % домохозяйств состояли из одного человека, при том 14,1 % из — одиноких пожилых людей старше 65 лет. Средний размер домохозяйства — 2,30, а семьи — 2,81 человека.
23,1 % населения — младше 18 лет, 6,4 % — в возрасте от 18 до 24 лет, 20,9 % — от 25 до 44, 29,8 % — от 45 до 64, и 19,8 % — старше 65 лет. Средний возраст — 45 лет. На каждые 100 женщин приходилось 112,4 мужчин. На каждые 100 женщин старше 18 приходилось 109,1 мужчин.
Средний годовой доход домохозяйства составлял 27 396 долларов, а средний годовой доход семьи — 32 500 долларов. Средний доход мужчин — 30 000 долларов, в то время как у женщин — 18 500. Доход на душу населения составил 15 221 доллар. За чертой бедности находились 3,1 % семей и 6,8 % всего населения тауншипа, из которых 4,8 % младше 18 и 5,2 % старше 65 лет.